# Roger Houngbédji

Erzbischofswappen von Roger Houngbédji

Roger Houngbédji OP (* 14. Mai 1963 in Porto-Novo, Benin) ist ein beninischer Ordensgeistlicher und römisch-katholischer Erzbischof von Cotonou.

## Leben
Roger Houngbédji trat der Ordensgemeinschaft der Dominikaner bei und empfing am 8. Dezember 1992 das Sakrament der Priesterweihe.
Am 25. Juni 2016 ernannte ihn Papst Franziskus zum Erzbischof von Cotonou. Die Bischofsweihe spendete ihm der emeritierte Erzbischof von Dakar, Théodore-Adrien Kardinal Sarr, am 24. September desselben Jahres. Mitkonsekratoren waren der Apostolische Nuntius in Benin, Erzbischof Brian Udaigwe, und sein Amtsvorgänger Antoine Ganyé.
Seit Oktober 2023 ist Roger Houngbédji zudem Präsident der Bischofskonferenz von Benin.